# 勞迪絲三世
勞迪絲三世，是塞琉古帝國安條克三世的王后。父親是本都王國的米特里達梯二世，母親是塞琉古二世的姊妹勞迪絲。
當安條克三世即位不久，就約在前222年安條克前往遠征叛亂的莫倫軍前夕與勞迪絲三世宣布結婚，當勞迪絲三世第一個孩子安條克誕生之時，安條克三世尚在征途中。此外，勞迪絲三世還有另外七個孩子，著名的女兒有克麗奧佩脫拉一世和勞迪絲四世。